# 설득
설득(說得)은 사회 영향의 포괄적 용어이다. 설득을 통해 한 사람의 믿음, 태도, 의도, 동기 부여, 행동에 영향을 주는 것을 시도할 수 있다. 비즈니스에서 설득은 기록이나 발설을 통해, 또는 시각 도구를 사용하여 정보, 감정, 정당성, 또 이것들을 복합하여 전달함으로써 특정 사건, 아이디어, 물체, 다른 사람에 대해 한 사람이나 한 그룹의 태도나 행동에 초점을 두는 과정이다. 설득은 또한 개인적인 이득의 추구를 위한 도구로 사용되기도 하는데, 이를테면 선거 운동, 구입 권유, 재판 변호를 들 수 있다.
설득은 또한 사람들의 행동이나 태도를 변화시키기 위해 개인, 위치상의 자원을 사용하는 것으로 해석될 수도 있다.

## 이론
- 귀인 이론
- 행동 변화 이론
- 조건형성 이론
- 인지부조화 이론
- 정교화 가능성 모형
- 기능 이론
- 접종 이론
- 서술 전달 이론(narrative transportation theory)
- 사회적 판단 이론

## 같이 보기
- 조절초점이론
- 소셜 마케팅